# امرأة تسكن وحدها
امرأة تسكن وحدها فيلم سوري من إنتاج 1971، بطولة الثنائي الشهير دريد لحام ونهاد قلعي، ومن إنتاج السينما السورية عام 1971، وإخراج نجدي حافظ.

## فكرة الفيلم
صديقان يحاولان العثور على مسكنٍ مناسب يقيمان به . يجدان مسكنًا مناسبًا تسكن فيه امرأة بمفردها. يقوم صاحب المنزل بتأجير غرفة في الشقة للصديقين دون أن تعلم المرأة أثناء غيابها، مما يولد المفارقات المضحكة بين الجميع.

## أبطال الفيلم
- دريد لحام
- نهاد قلعي
- آمال رمزي
- منى واصف
- أنور البابا
- نبيلة النابلسي
- نجاح حفيظ
- محمد العقاد
- أميمة الطاهر
- عدنان بركات
- انطوانيت نجيب
- ناهد حلبي
- عمر حجو
- محمد الشماط
- إغراء